# 1. FC 카이저슬라우테른
1. 푸스발-클루프 카이저슬라우테른 e. V.(1. Fußball-Club Kaiserslautern e. V.)는 줄여서 1. FCK, FCK 혹은 카이저슬라우테른(Kaiserslautern)의 약칭으로 불리는 라인란트팔츠주 카이저슬라우테른을 연고로 하는 독일의 축구 클럽이다. 1900년 6월 2일에 게르마니아 1896 (Germania 1896) 과 FG 카이저슬라우테른 (FG Kaiserslautern) 이 통합되어 FC 1900으로 창단되었다. 1909년, 이 클럽은 1901년에 창단된 FC 팔라티아 (FC Palatia) 와 1902년에 창단된 FC 바바리아 (FC Bavaria) 와 통합되어 FV 1900 카이저슬라우테른 (FV 1900 Kaiserslautern) 이 되었다. 1929년, 이 클럽은 SV 푀닉스 (SV Phönix) 와 통합되어 FV 푀닉스-카이저슬라우테른 (FV Phönix-Kaiserslautern) 이 되었고, 현재 쓰이는 1. FC 카이저슬라우테른이라는 이름으로 3년후에 개칭되었다.

## 역사

### 초창기에서 제2차 세계대전
이 클럽은 두 클럽이 통합되어 창단되었는데, 그 두 클럽은 바바리아 (Bavaria) 와 FC 1900으로, 1908년에 서부 크라이슬리가 (Kreis-Liga, 1부리그) 가 출범하였을때, 후자의 클럽은 이 리그에서 첫 타이틀을 획득하였다. 1908년을 기점으로, FV 카이저슬라우테른 (FV Kaiserslautern)으로 통합된 이후, 이 클럽은 1910년과 1912년에 준우승을 하는 등 우수한 성적을 거두었다. 이후 FV 카이저슬라우테른은 주요 기록을 남기지 못하였고, 1919년에는 1부리그인 크라이슬리가 자르 (Kreisliga Saar) 에 속하게 되었고, 1920년을 기점으로는 크라이슬리가 팔츠 (Kreisliga Pfalz) 에, 1931년에는 30년대의 대부분을 베치어크스리가와 제3제국의 축구리그 개편에 따른 16개의 1부리그중에 하나인 남서부 가울리가 (Gauliga Südwest)를 들락날락거렸다.
제2차 세계대전으로 시간이 흐르면서도 카이저슬라우테른의 성적은 변함이 없었으나, 1939년을 기점으로 성적이 좋아졌다. 카이저슬라우테른은 남서부 / 슈타펠 자르팔츠의 가울리가 (Gauliga Südwest/Staffel Saarpfalz) 우승을 거두었으나, 슈타펠 마인헤센 (Staffel Mainhessen)의 챔피언인 키커스 오펜바흐에 패하였다. 1941-42 시즌, 남서부 / 슈타펠 자르팔츠 가울리가는 헤센-나사우 가울리가 (Gauliga Hessen-Nassau) 와 베스트마어크 가울리가 (Westmark Gauliga) 로 분리되었고, 카이저슬라우테른은 베스트마어크쪽에 속하여, 국가 플레이오프에 처음으로 참여하였다. 카이저슬라우테른은 당시 독일 축구계 최강이었던 FC 샬케 04와의 경기에서 3-9로 패하여 탈락하였고, 샬케는 이후에 시즌 우승을 거두었다.
이후, 카이저슬라우테른의 성적은 하락하여 1944년에 리그를 최하위로 마감하였다. 그 다음해에는 제3제국이 연합군 세력에 무너졌고 그에 따라 독일 내의 리그가 중단되었다.

### 종전 이후
종전 이후, 남서부 독일은 프랑스의 통제 하에 들어갔다. 이곳의 팀들은 남부와 북부로 나뉘어 리그를 진행하여 그 다음 시즌에 새로 출범하는 통합리그인 오베르리가의 팀들을 정했다. 프랑스는 이 지역의 통제를 철회하는데 다른 지역에 비해 오래걸렸고, 그 결과 자를란트가 분리되었다. 그리고 이곳의 팀들은 서독의 리그에 편입되는데 오래걸렸다. 1. FC 카이저슬라우테른은 1945년에 남서부 오베르리가 (Oberliga Südwest) 에 속하게 되었고, 1. FC 자르브뤼켄에 1점 밀려 시즌을 마감하였다. 그다음 시즌, 카이저슬라우테른은 1947 시즌에 프리츠 발터와 오트마어 발터에 큰힘을 입어 북부 조 (Gruppe Nord)에서 손쉽게 우승을 거두었다. 이 둘은 46골을 합작하였고, 단일팀으로는 가장 많은 골을 득점하였다.

### 1950년대 성공과 분데스리가 진입
1947년의 우승은 이후 남서부 오베르리가 (Oberliga Südwest)의 정복으로 이어졌고, 이어지는 12시즌동안 11번 우승을 거두게 되었다. FCK는 1948년에 종전후로는 국가 결승전에 처음으로 진출하였으나, 1. FC 뉘른베르크에 1-2로 패하였다.
카이저슬라우테른은 1950년대초 국가대표팀에 큰 존재감을 과시하였고, 카이저슬라우테른은 1951년의 국가결승전에서 SC 프로이센 뮌스터를 상대로 2-1 승리를 거두었다. 이후 1953년에 타이틀을 하나 더 획득하였으나, 1954년과 1955년에는 잇달아 준우승을 거두었다. 이 클럽은 1954년 FIFA 월드컵에 서독 국가대표팀 일원으로 출전하였고, 훗날 "베른의 기적"으로 알려진 결승전에서 헝가리를 결승에서 꺾고 서독의 첫 월드컵 우승을 견인하였다.
1960년대 초에 접어들면서 카이저슬라우테른의 성적은 하락하였고, 1961년 DFB-포칼 준우승에 그쳤다. 이 포칼 결승전에서 카이저슬라우테른은 SV 베르더 브레멘에 0-2로 패하였다. 카이저슬라우테른은 페이스를 회복하여 분데스리가 출범 직전인 1963년에 리그 우승을 거두었다. 그 결과에 따라 1. FC 카이저슬라우테른은 분데스리가의 원년 멤버 16팀이 되었다. 그러나, 그 이후로 타이틀을 획득하기까지 긴 시간이 걸렸다. 카이저슬라우테른은 1972년, 1976년, 1981년에 DFB-포칼의 결승에 올라왔으나 모두 준우승에 그쳤다. 결국 1990년이 되어서야 카이저슬라우테른은 이 대회 우승을 거두었고, 그 이듬해에 분데스리가 첫 우승을 거미쥐었다.

### 1부 리그에서 떨어져 나오다
1. FCK는 1996년에 두 번째 DFB-포칼 우승을 거두었으나, 이 대회의 우승은 1주전에 1995-96 시즌의 리그를 16위로 마감하여 2 분데스리가로 구단 역사상 처음으로 강등되는 수모를 당하며 빛이 바랬다. 그 전까지, 카이저슬라우테른은 16팀의 원년 분데스리가 멤버 중 2부 리그에 강등되지 않고 1부 리그에 머물고 있던 4팀중 하나였다. 당시의 1부 리그에서만 머물던 멤버들 중에는 아인트라흐트 프랑크푸르트와 1. FC 쾰른, 함부르크 SV도 있었다. 아인트라흐트 프랑크푸르트는 카이저슬라우테른과 똑같은 1995-96 시즌에 첫 강등을 당하였고, 1. FC 쾰른은 1997-98 시즌에 첫 강등을 당하였다. 이후, 함부르크 SV만이 유일하게 강등 경험이 없었으나. 2017-18 시즌 강등되었다.
붉은 악마들은 이후 오토 레하겔의 지휘 하, 1997-98 시즌에 분데스리가에 곧바로 복귀하였고, 2. 분데스리가에서 재승격된 원년에 분데스리가 우승을 차지하였는데 승격팀이 리그 우승을 달성한 것은 분데스리가 역사상 최초이며 현재까지 마지막 기록이다. 그 다음 시즌인 1998-99 시즌에는 UEFA 챔피언스리그에 참여하였고, PSV 에인트호번, SL 벤피카, HJK 헬싱키를 상대하였다.
이후 카이저슬라우테른에 큰 위기가 닥쳤다. 2006년 FIFA 월드컵을 위하여 홈구장인 프리츠 발터 슈타디온의 리모델링 공사가 불가피하였고, 현명하지 못한 결정과 재정난은 무거운 빚에 눌리게 만들었고, 용병 선수를 확보하는데 어려움을 겪었다. 2002년, 카이저슬라우테른은 파산 일보 직전까지 갔다. 클럽의 보드진인 위르겐 프리드리히, 로베르트 비셰만, 그리고 게르하르트 헤어초크는 물러나게 되었다. 클럽의 새 회장 레네 C. 예기는 프리츠 발터 슈타디온을 라인란트팔츠주와 카이저슬라우테른 시에 매각하여, 재정난으로부터 구단을 구제하였고, 에릭 게레 신임 감독은 겨울 이적시장 기간 동안에 들어와 최하위에 있던 카이저슬라우테른을 강등으로부터 구제하였다.
2003-04 시즌, 카이저슬라우테른은 독일 축구 협회의 부도에 따른 징계로 승점 3점 삭감이 된 채 리그를 시작하였다. 시즌 초에 부진을 겪던 카이저슬라우테른은 게레 감독을 쿠르트 야라 감독으로 교체하였다. 야라는 수비 축구 철학으로 FCK 팬들의 인기를 얻지 못하였지만, 시즌 동안 구단을 안정권에 올려놓았다. 그러나, 야라 감독은 클럽 보드진과의 불화로 시즌 종료 이전에 사임하였다.

### 2005년에서 현재까지
2005년, 독일에서 가장 성공적인 감독으로 손꼽히는 오트마어 히츠펠트의 수석 코치로 장기간 일했던 미하엘 헨케가 카이저슬라우테른의 감독이 되었다. FCK는 초기에 성공적이었으나, 시간이 지나면서 카이저슬라우테른은 바닥을 향하여 추락하였다. 헨케는 해임되었고, 볼프강 볼프가 신임 감독이 되었다. 볼프는 젊은 유스 선수들을 기용하며 팬들의 지지를 얻었으나, 2005-06 시즌 잔류에 실패하였고, 카이저슬라우테른은 또다시 2 분데스리가로 9년 만에 다시 강등되었다. 2006-07 시즌의 2 분데스리가에서, 카이저슬라우테른은 승격으로부터 7점차인 6위로 시즌을 마감하였다.
2007년 5월 20일, 구단은 전에 벨기에의 리르서 SK의 감독이었던 노르웨이인 켸틸 레크달을 새 감독으로 임명하였다. 레크달 감독은 7월 1일부터 감독직을 맡았다. 성적 부진으로 (19경기에서 고작 3승을 거두어 16위에 랭크되었다.) 레크달은 해임되었고 그 자리를 밀란 샤시치 감독이 2008년 2월에 가져갔다. 2008년 4월, 구단은 슈테판 쿤츠를 클럽의 새 단장으로 임명하였고, 쿤츠는 2007-08 시즌의 마지막 라운드에서 이미 승격을 확정지은 1. FC 쾰른을 상대로 승리해, 새로 출범한 3. 리가로의 강등을 막았다.
밀란 사시치 감독은 2008-09 시즌의 대부분 기간 동안 연명하였으나, 2009년 5월 4일에 FC 한자 로스토크에 1-5로 패하는 등 후반기 성적 부진으로 해임되었다. 알로이스 슈바어츠가 감독 대행을 맡았고, 슈바어츠는 카이저슬라우테른이 시즌을 7위로 마감하였다. 결국 구단은 마르코 쿠어츠를 신임 감독으로 임명하였다.
쿠어츠 감독의 지휘 하에 2010년 4월 25일, 카이저슬라우테른은 2부리그에서 4년을 보낸 끝에 1 분데스리가에 복귀하였다. 2010-11 시즌 초, 새로 승격된 1. FCK는 전 시즌 챔피언 FC 바이에른 뮌헨과의 2-0 승리를 포함하여 처음 두 경기를 승리하였다. 그러나, 돌풍을 몰고 다니는 1. FSV 마인츠 05에 1-2로 패하였고, 보루시아 도르트문트에는 0-5로 패하며 강등권 바로 앞가지 추락하였다. 이후, 카이저슬라우테른은 시즌 후반기를 부진하게 시작하였고, 몇주간 강등권을 전전했다. 결국 카이저슬라우테른은 마지막 10번의 리그 경기에서 7승 1무 2패를 거두었고, 마지막 네 경기는 모두 승리를 거두어 시즌을 7위로 마감하였다. 그러나 11-12 시즌은 리그 최하위로 마감하며 2. 푸스발-분데스리가로 강등 되었다. 12-13 시즌, FC 카이저슬라우테른은 2. 푸스발-분데스리가 3위로 리그를 마감함으로써 푸스발-분데스리가를 16위로 마감한 TSG 1899 호펜하임과 승강 플레이오프를 치르게 되었고 원정과 홈에서 각각 1-3, 1-2로 패했기 때문에 승격에 실패했다.
2017-18 시즌에는 리그 최하위를 기록하며 승격팀으로 분데스리가를 우승한지 20주년이 되는 시즌에 구단 역사상 처음으로 3. 리가로 강등되는 수모를 겪었으며 현재까지 3. 리가에 머물고 있다.

## 최근 행보
| 시즌    | 리그         | 순위 | 전 | 승 | 무 | 패 | 득점 | 실점 | 골득실 | 승점 | 포칼    | CWC     | UEL     | UCL     |
| ------- | ------------ | ---- | -- | -- | -- | -- | ---- | ---- | ------ | ---- | ------- | ------- | ------- | ------- |
| 1989–90 | 1 분데스리가 | 12위 | 34 | 10 | 11 | 13 | 42   | 55   | -13    | 31   | 우승    | —       | —       | —       |
| 1990–91 | 1 분데스리가 | 우승 | 34 | 19 | 10 | 5  | 72   | 45   | +27    | 48   | 2라운드 | 1라운드 | —       | —       |
| 1991–92 | 1 분데스리가 | 5위  | 38 | 17 | 10 | 11 | 58   | 42   | +16    | 44   | 8강     | —       | —       | 2라운드 |
| 1992–93 | 1 분데스리가 | 8위  | 34 | 13 | 9  | 12 | 50   | 40   | +10    | 35   | 2라운드 | —       | 3라운드 | —       |
| 1993–94 | 1 분데스리가 | 2위  | 34 | 18 | 7  | 9  | 64   | 36   | +28    | 43   | 8강     | —       | —       | —       |
| 1994–95 | 1 분데스리가 | 4위  | 34 | 17 | 12 | 5  | 58   | 41   | +17    | 46   | 4강     | —       | 2라운드 | —       |
| 1995–96 | 1 분데스리가 | 16위 | 34 | 6  | 18 | 10 | 31   | 37   | -6     | 36   | 우승    | —       | 2라운드 | —       |
| 1996–97 | 2 분데스리가 | 우승 | 34 | 19 | 11 | 4  | 74   | 28   | +46    | 68   | 1라운드 | 1라운드 | —       | —       |
| 1997–98 | 1 분데스리가 | 우승 | 34 | 19 | 11 | 4  | 63   | 39   | +24    | 68   | 3라운드 | —       | —       | —       |
| 1998–99 | 1 분데스리가 | 5위  | 34 | 19 | 6  | 9  | 62   | 37   | +25    | 63   | 2라운드 | —       | —       | 8강     |
| 1999–00 | 1 분데스리가 | 5위  | 34 | 15 | 5  | 14 | 54   | 59   | -5     | 50   | 3라운드 | —       | 3라운드 | —       |
| 2000–01 | 1 분데스리가 | 8위  | 34 | 15 | 5  | 14 | 49   | 54   | -5     | 50   | 2라운드 | —       | 4강     | —       |
| 2001–02 | 1 분데스리가 | 7위  | 34 | 17 | 5  | 12 | 62   | 53   | +9     | 56   | 8강     | —       | —       | —       |
| 2002–03 | 1 분데스리가 | 14위 | 34 | 10 | 10 | 14 | 40   | 42   | -2     | 40   | 준우승  | —       | —       | —       |
| 2003–04 | 1 분데스리가 | 13위 | 34 | 11 | 6  | 17 | 39   | 62   | -23    | 36   | 1라운드 | —       | 1라운드 | —       |
| 2004–05 | 1 분데스리가 | 12위 | 34 | 12 | 6  | 16 | 43   | 52   | -9     | 42   | 2라운드 | —       | —       | —       |
| 2005–06 | 1 분데스리가 | 16위 | 34 | 8  | 9  | 17 | 47   | 71   | -24    | 33   | 2라운드 | —       | —       | —       |
| 2006–07 | 2 분데스리가 | 6위  | 34 | 13 | 14 | 7  | 48   | 34   | +14    | 53   | 1라운드 | —       | —       | —       |
| 2007–08 | 2 분데스리가 | 13위 | 34 | 9  | 12 | 13 | 37   | 37   | 0      | 39   | 2라운드 | —       | —       | —       |
| 2008–09 | 2 분데스리가 | 7위  | 34 | 15 | 7  | 12 | 53   | 48   | +5     | 52   | 1라운드 | —       | —       | —       |
| 2009–10 | 2 분데스리가 | 우승 | 34 | 19 | 10 | 5  | 56   | 28   | +28    | 67   | 3라운드 | —       | —       | —       |
| 2010–11 | 1 분데스리가 | 7위  | 34 | 13 | 7  | 14 | 48   | 51   | -3     | 46   | 8강     | —       | —       | —       |

- 2011년 5월 19일 기준[1]
- 전 = 리그 경기 수; 승 = 리그 승리 횟수; 무 = 리그 무승부 횟수; 패 = 리그 패배 횟수; 포칼 = DFB-포칼; CWC = UEFA 컵 위너스컵; UEL = UEA 유로파리그; UCL = UEFA 챔피언스리그
- — = 해당 대회에 참여하지 않음

## 역대 성적
- 독일 챔피언쉽 / 1 분데스리가: 1950-51, 1952-53, 1990-91, 1997-98
- 2 분데스리가: 1996-97, 2009-10
- DFB-포칼:
  - 우승: 1989-90, 1995-96
  - 준우승: 1960-61, 1971-72, 1975-76, 1980-81, 2002-03, 2024
- DFL-슈퍼컵: 1991
- UEFA 유로파리그 4강: 1981-82, 2000-01
- UEFA 챔피언스리그 8강: 1998-99
- 서부 크라이슬리가 (1부리그): 1909
- 남서부컵: 1979, 1997, 2008

### 유소년팀
- 독일 U-19 챔피언쉽:
  - 우승: 1992
  - 준우승: 1984, 1991, 1993
- 독일 U-17 챔피언쉽:
  - 우승: 1983
  - 준우승: 1992

## 홈구장
FCK의 홈구장은 프리츠 발터 슈타디온으로 1920년에 준공되었다. 이 경기장은 거리와 인접하며, 전후에 클럽의 전성기를 가져다 준 프리츠 발터의 이름을 땄다. 이 경기장은 베첸베어크 (Betzenberg, 베체 언덕) 라고 불리는 사암으로 이루어진 언덕 위에 위치하며, FCK의 경기를 보러 가기 위해서는 이 가파른 언덕을 오를 체력이 필요하다.
이 경기장은 49,780명을 수용할 수 있으며, 2006년 FIFA 월드컵 당시에는 경기를 개최하는 12개 경기장 중 하나였다. 프리츠 발터 경기장은 4번의 조별리그 경기와 1번의 16강 경기를 개최하였다. 이 경기장은 월드컵을 위해 관중석을 완전히 덮는 지붕이 추가되었다.

### 2006년 FIFA 월드컵 당시 개최한 경기
- 오스트레일리아 3-1 일본
- 이탈리아 1-1 미국
- 파라과이 2-0 트리니다드 토바고
- 사우디아라비아 0-1 스페인
- 이탈리아 1-0 오스트레일리아

## 클럽 문화
카이저슬라우테른의 프리츠 발터 슈타디온은 카이저슬라우테른 팬들의 과격한 행위로 원정팀에게는 두려움의 대상이 되고 있다. 가장 충실한 서포터들은 서쪽 스탠드(Westkurve)에 위치하며 FC 바이에른 뮌헨은 한때 58분(후반 13분)까지 이곳에서 4-1로 리드하고 있다가 4-7로 대역전패를 당한 적이 있었다. 카이저슬라우테른은 TSV 1860 뮌헨과 SV 베르더 브레멘과 밀접한 관계에 있으며 SV 발트호프 만하임과 FC 바이에른 뮌헨과는 격렬한 라이벌 관계를 이룬다. 카이저슬라우테른은 아인트라흐트 프랑크푸르트를 이보다는 덜한 라이벌 관계로 여기고 있으며 최근에는 1. FSV 마인츠 05와 카를스루에 SC와도 라이벌 관계를 나타내고 있다.
카이저슬라우테른은 스코틀랜드 프리미어리그의 킬마녹 FC와도 친선 관계에 있으며 1999-2000 UEFA 컵 경기 이후로 관계가 가까워졌다.

## 선수

### 현재 선수 명단
11-12 시즌 기준

참고: FIFA 자격 규정에 따라 소속된 국가대표팀 국기를 표시합니다. 선수는 복수의 FIFA 비회원국 국적을 가지고 있을 수 있습니다.
| 번호 | 포지션 | 국적     | 이름                                    |
| ---- | ------ | -------- | --------------------------------------- |
| 1    | GK     |          | 마리우스 뮬러                           |
| 3    | DF     |          | 팀 호이바흐                             |
| 4    | DF     |          | 패트릭 지글러                           |
| 5    | DF     |          | 사샤 모켄하웁트                         |
| 6    | DF     |          | 알렉산데르 링                           |
| 7    | MF     |          | 올리버 키르히                           |
| 8    | MF     |          | 크리스티안 티페르트 (주장)              |
| 9    | FW     | 이스라엘 | 이타이 셰히터                           |
| 10   | MF     | 튀르키예 | 올카이 샤한                             |
| 11   | FW     |          | 잔드로 바그너 (베르더 브레멘에서 임대)  |
| 13   | DF     |          | 아타나시오스 페초스 (레버쿠젠에서 임대) |
| 16   | FW     |          | 리차드 수쿠타 파수                      |
| 17   | DF     |          | 알렉산더 부게라                         |
| 20   | DF     |          | 로드네이                                |

| 번호 | 포지션 | 국적   | 이름                                   |
| ---- | ------ | ------ | -------------------------------------- |
| 21   | MF     |        | 피에르 데 비트                         |
| 22   | FW     |        | 니콜라이 예르겐센 (레버쿠젠에서 임대)  |
| 23   | DF     |        | 플로리안 딕                            |
| 24   | DF     |        | 루카스 (레버쿠젠에서 임대)             |
| 25   | DF     | 알제리 | 안타르 야히아                          |
| 26   | FW     |        | 스티브 첼너                            |
| 27   | GK     |        | 마르코 날러                            |
| 28   | MF     |        | 코스타스 포추니스                      |
| 29   | GK     |        | 케빈 트라프                            |
| 30   | FW     | 카메룬 | 도르제 쿠에마하 (클럽 브루게에서 임대) |
| 31   | FW     |        | 야쿱 스비에촉                          |
| 33   | DF     |        | 도미니크 하인츠                        |
| 34   | DF     |        | 빌리 오르반                            |
| 35   | FW     |        | 율리안 데어슈트로프                    |

### 임대 선수 명단
11-12 시즌 기준

참고: FIFA 자격 규정에 따라 소속된 국가대표팀 국기를 표시합니다. 선수는 복수의 FIFA 비회원국 국적을 가지고 있을 수 있습니다.
| 번호 | 포지션 | 국적     | 이름                                 |
| ---- | ------ | -------- | ------------------------------------ |
| -    | FW     |          | 일리얀 밋산스키 (→ FSV 프랑크푸르트) |
| 14   | MF     | 이스라엘 | 길 베르모스 (→ 데 흐라프스합)        |

| 번호 | 포지션 | 국적   | 이름                              |
| ---- | ------ | ------ | --------------------------------- |
| 15   | MF     |        | 클레멘스 발흐 (→ 디나모 드레스덴) |
| 18   | FW     | 알제리 | 샤딜 암리 (→ FSV 프랑크푸르트)    |

## 역대 감독
| 감독        | 임기        |
| ----------- | ----------- |
| 오토 레하겔 | 1996 ~ 2000 |
| 에릭 헤러츠 | 2002 ~ 2004 |
| 쿠르트 야라 | 2004 ~ 2005 |